# Benjamin Voisin
Benjamin Voisin, född 1996, är en fransk skådespelare. För sin insats i filmen Summer of 85 nominerades han till flera priser, bland annat Césarpriset för mest lovande manliga skådespelare.

## Filmografi (i urval)
- 2020 – Summer of 85
- 2021 – Förlorade illusioner
- 2025 – Carême (TV-serie)